# Orthogrammica trimeni
Orthogrammica trimeni är en fjärilsart som beskrevs av Felder 1874. Orthogrammica trimeni ingår i släktet Orthogrammica och familjen nattflyn. Inga underarter finns listade i Catalogue of Life.